# Ak-Erik
Ak-Erik (ros. Ак-Эрик) – wieś w Rosji, w Tuwie, w kożuunie ties-chiemskim. W 2010 liczyła 841 mieszkańców.